# Hispanoraphidia
Hispanoraphidia is een geslacht van kameelhalsvliegen uit de familie van de Raphidiidae. 
Hispanoraphidia werd voor het eerst wetenschappelijk beschreven door H. Aspöck & U. Aspöck in 1968.

## Soort
Het geslacht Hispanoraphidia omvat de volgende soort:
- Hispanoraphidia castellana (Navás, 1915)